# Reineck (hessisches Adelsgeschlecht)
Reineck ist der Name eines ursprünglich in Ostwestfalen, später in Frankfurt am Main, der Grafschaft Waldeck und in Hessen ansässigen Adelsgeschlechts.

## Wappen

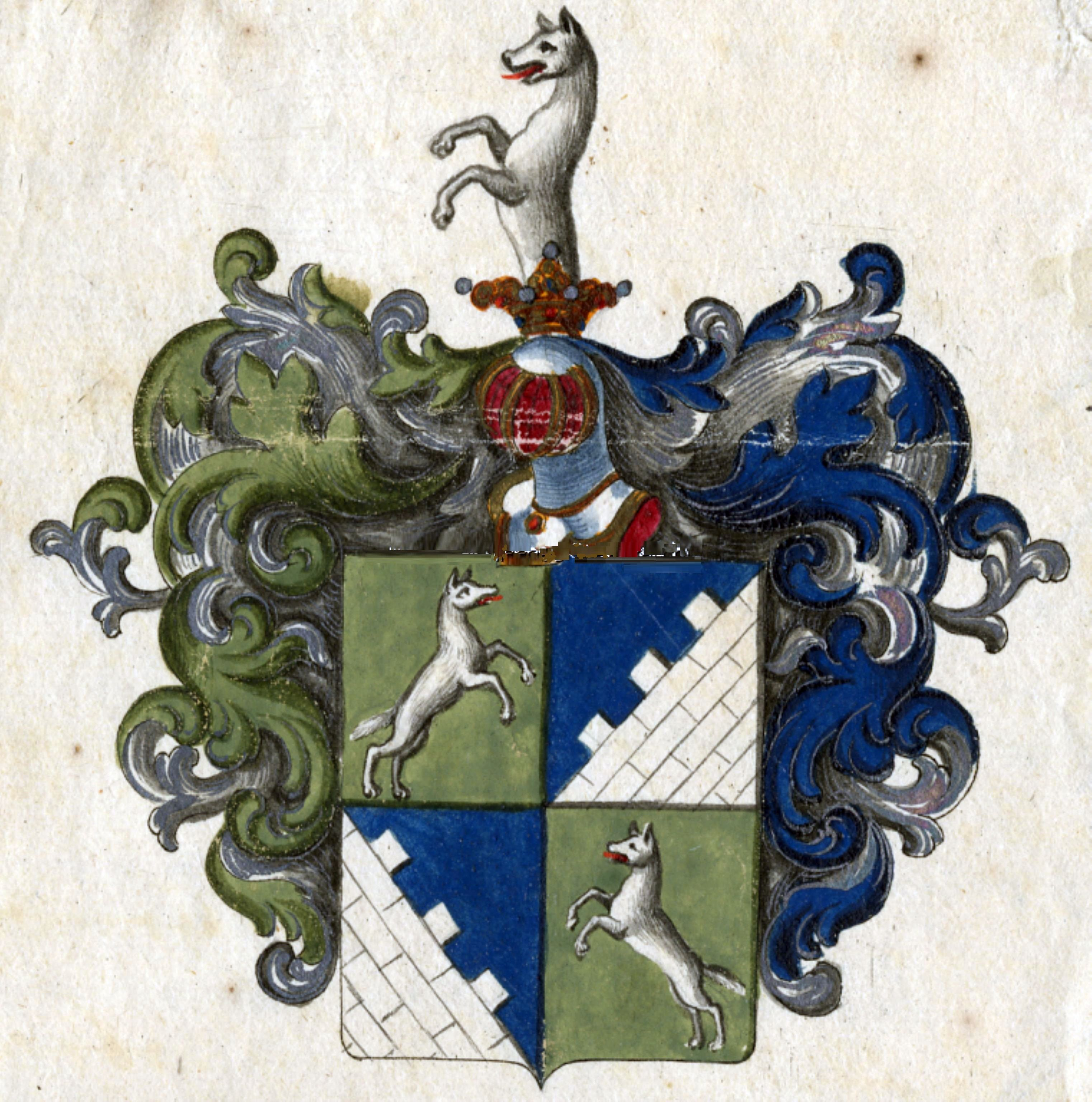
Wappen derer von Reineck, 1736

* Stammwappen: in Grün ein rechts aufspringender silberner Fuchs.
- Vermehrtes Wappen, 1729 von Kaiser Karl VI. genehmigt: geviertes Schild, im grünen Feld 1 und 4 der silberne Fuchs des Stammwappens, einwärts gekehrt, auf den Hinterpfoten stehend mit offenem Maul, roter Zunge und abgespreiztem Schwanz, in Feld 2 und 3 in Blau eine im zweiten Feld schräglinke, im dritten schrägrechte schwarz ausgefugte silberne Mauer mit drei Zinnen. Auf dem Schild ein Turnierhelm mit angehängtem Kleinod, rechts mit silberner und grüner, links mit silberner und blauer Helmdecke, und auf der Rangkrone wiederum der Fuchs ohne Hinterbeine.[1] 1736 wurde das Wappen bestätigt.[2]

## Geschichte
Die Familie erscheint anfangs als Inhaber von Burgsitzen in Volkmarsen und von Grundbesitz im benachbarten Mederich. Mit der Zerstörung von Volkmarsen 1632 im Dreißigjährigen Krieg verlor sie ihren dortigen Besitz und zerstreute sich nach Waldeck, Hessen und Frankfurt am Main. Hermann Reineck erhielt 1649 Bürgerrecht in Frankfurt; er starb 1666 als Hessen-Kasseler Rat auf seinem Landgut zu Okarben. Einer seiner Söhne, Heinrich Christoph Reineck, starb 1744 als Waldeckscher Oberkammerrat ohne Nachkommen; zwei andere, Johann Nicolaus Reineck und Conrad Valentin (1657–1721), Weinhändler, setzten das Geschlecht fort.
Conrad Valentins jüngerer Sohn Friedrich Ludwig (1707–1775) war ebenfalls Weinhändler in Frankfurt und brachte es zu erheblichem Wohlstand. Er wurde während der Regierungszeit von Friedrich, ab 1720 König von Schweden und ab 1730 auch Landgraf von Hessen-Kassel, schwedischer und Hessen-Kasseler Hofrat. Er erhielt 1729, als er Maria Juliane von Damm heiratete, von Kaiser Karl VI. eine Erneuerung des Adelstandes mit vermehrtem Wappen; diese Erneuerung wurde einige Jahre später auch seinen Vettern Conrad Hermann und Christoph Ludwig Reineck, den Söhnen des Johann Nicolaus Reineck, zuteil. Nach dem 1735 erfolgten Tode seiner Gemahlin vermählte Friedrich Ludwig sich zum zweiten Male 1741 mit Susanne Gertrude von Stockum. Er wurde 1755 von August dem Starken zum königlich polnischen und kursächsischen Wirklichen Geheimen Kriegsrat ernannt, verkaufte daraufhin seinen umfangreichen Besitz in Frankfurt und Umgebung und zog nach Sachsen. Mit seinem Sohn aus zweiter Ehe, Adalbert, der 1822 unverheiratet starb, erlosch die Familie in Frankfurt und der Reinecksche Grundbesitz, auf dem 1877 bis 1879 die erste städtische Markthalle Frankfurts erbaut wurde, fiel an die Stadt.
Friedrich Ludwigs Sohn aus erster Ehe, August Christian Ludwig Konrad von Reineck (1733–1789) studierte in Göttingen, wurde fürstlich-waldeckischer Geheimrat und Hofrichter und setzte die Familie in Waldeck fort. Ihm gelang auch die Erneuerung der alten Belehnung vom Damenstift Heerse über den halben Amtshof zu Mederich nebst 14 Kotstätten. Auch erwirkte er vom Corveyer Abt Theodor im Jahre 1777 die Belehnung seiner selbst, seines Bruders Adelbert und seines Vetters Friedrich Carl von Reineck, waldeckscher Regierungsrat, mit einer Hufe Land in der Wüstung Reigerlütersen und einer Hufe Land in der Wüstung Wittmar, beide bei Volkmarsen gelegen; diese Hufen kamen 1790 an Adelbert von Reineck sowie Friedrich Christian Ludwig, Magnus Adelbert Karl und Julius Philipp Christian Valentin von Reineck. 1779 erhielt er den Steinhof zu Mederich und 5 Hufen daselbst sowie einen Meierhof zu Langel bei Wolfhagen, den früher die Herren von Gudenberg gehabt hatten, vom Stift Heerse zu Lehen. 1781 wurde er zudem Besitzer des Guts Sieberhausen.
Friedrich Ludwig von Reineck führte vielbeachtete Prozesse gegen seine Tochter aus erster Ehe Maria Salome von Reineck (1735–1803), die sich 1753 im Einverständnis von dem Nassau-Weilburgischen Major des Oberrheinischen Kreisregiments Frankfurter Kontingents Friedrich Alexander Klenck (1703–1768) hatte entführen lassen und einen Sohn bekam. Johann Wolfgang von Goethe erwähnte die Affaire in seiner Autobiographie Aus meinem Leben. Dichtung und Wahrheit.
Mit Friedrich Christian Ludwig von Reineck zu Sieberhausen, verheiratet mit Sophie Caroline Louise von Dalwigk, erreichte ein Mitglied des Geschlechts noch einmal überregionale Bedeutung. Er war 1790 Student in Marburg, wurde waldeckscher Regierungsrat in Arolsen und 1805 Schlosskommandant zu Pyrmont. Nach der Gründung des napoleonischen Königreichs Westphalen ernannte ihn König Jérôme zum Staatsrat und zu einem seiner Palastpräfekten. und von Juli 1812 bis Mai 1813 war er Präfekt des Departements der Fulda. Nach dem Ende des Königreichs 1813 war er zunächst ohne Anstellung und Amt und lebte in Offenbach am Main, scheint dann aber zuletzt noch isenburgscher Geheimer Rat gewesen zu sein. Er ist noch bis 1825 bekundet.